# اینگمار یوهانسون (ورزشکار)
اینگمار یوهانسون (انگلیسی: Ingemar Johansson؛ ۲۵ آوریل ۱۹۲۴ – ۱۸ آوریل ۲۰۰۹ (aged 84)) ورزشکار دو و میدانی اهل سوئد بود.
وی در مسابقات کشوری و بین‌المللی در مجموع برندهٔ ۱ مدال نقره شده‌است.